# Rue Dulaure
La rue Dulaure est une voie du 20e arrondissement de Paris, en France.

## Situation et accès
La rue Dulaure est une voie publique située dans le 20e arrondissement de Paris. Elle débute au 36, boulevard Mortier et se termine au 9, rue Le Vau.

## Origine du nom

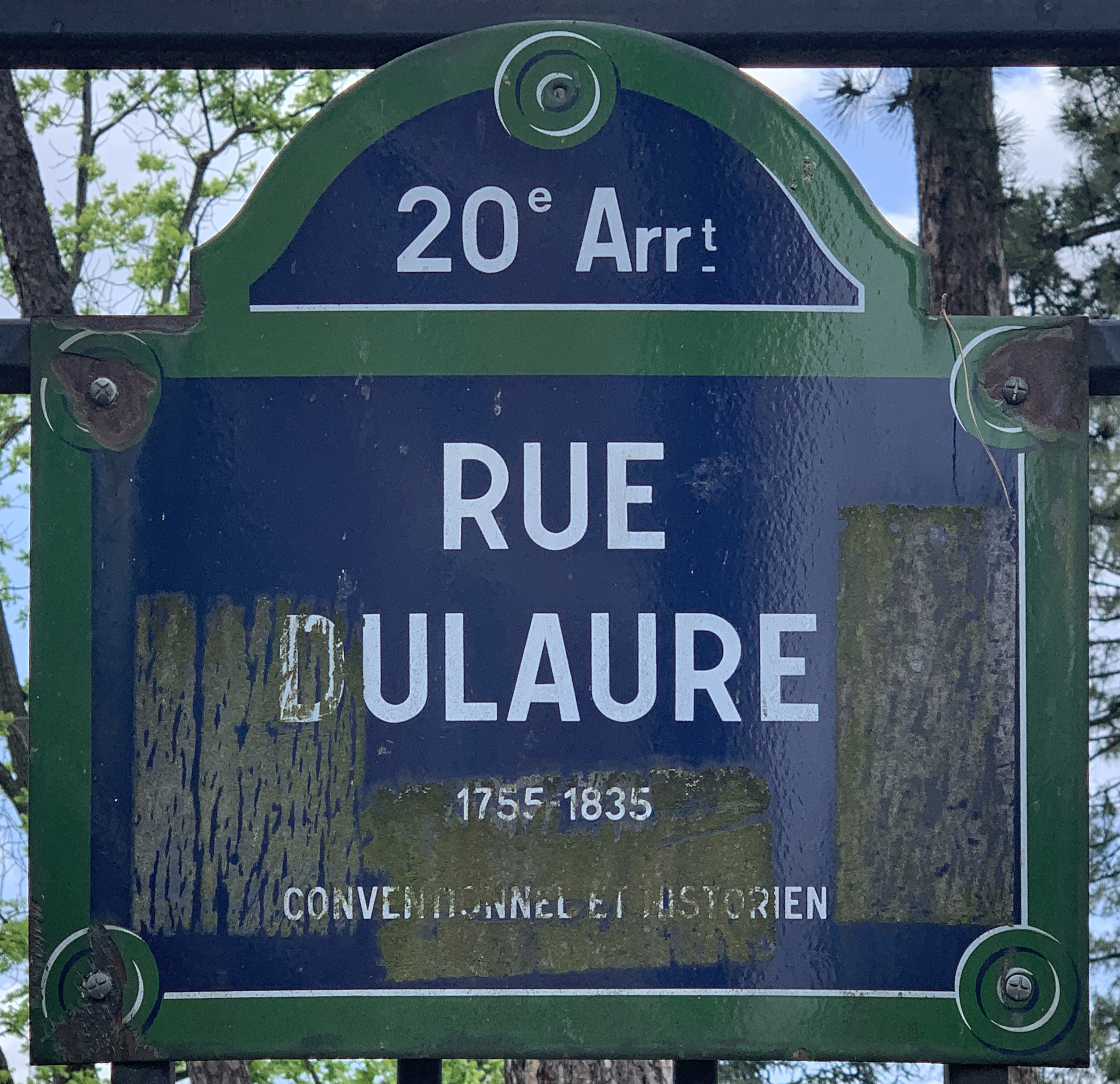
Plaque de la rue.

Cette rue porte le nom de Jacques-Antoine Dulaure (1755-1835), archéologue et historien français.

## Historique
La voie a été ouverte et a pris sa dénomination actuelle par un arrêté du 26 avril 1929, sur l'emplacement du bastion no 15 de l'enceinte de Thiers.